# Olle Östlind
Kjell Olle Gunnar Östlind, född 20 juni 1938 i Boviken, Östervallskogs socken, död 17 december 2008, var en svensk skolledare, fotograf och författare. Östlind var studierektor vid Årjängs gymnasieskola mellan 1982 och 1999. 
Östlind var studierektor vid Årjängs gymnasieskola mellan 1982 och 1999. 
Han betraktades som Sveriges främste expert på fotografen och  piktorialisten Henry B. Goodwin. Hans forskning kring Goodwin resulterade 1997 i biografin Den okände Henry B. Goodwin. I oktober 2009 utgavs den första av två planerade men postuma uppföljare, Essäer om Henry B. Goodwin. Den tredje boken Henry B. Goodwins vykort : en bildskatt 1915–1929 utkom 2010.